# El abrazo (Jorge González Camarena)
El abrazo es una obra pictórica del artista mexicano Jorge González Camarena de 1960 que se conserva en el Museo Soumaya de la Ciudad de México. El autor heredó el cuadro a su hijo Jorge González Camarena Barre de Saint-Leu, y en octubre de 2013 la obra fue vendida a la Fundación Carlos Slim.
Es una pintura de caballete ejecutada en acrílico sobre lino, aunque anteriormente se pensó que estaba realizada en óleo sobre lienzo, que mide 200 x 140 cm. Fue realizada a partir del mural La fusión de dos culturas, anteriormente llamado La conquista, conservado en el Museo Nacional de Historia, y que el mismo autor rebautizó.
La obra fue pintada en 1980, veinte años después de la obra mural, en esta versión el autor suprime el caballo, dejando al caballero águila y al conquistador español arrodillados uno frente al otro, en un mismo nivel en un abrazo mortal. Su nombre, El abrazo, hace una metáfora de la conquista; donde el artista contrapone dos ideas; por un lado dos culturas que se encuentran, se abrazan y se fusionan; por otro lado, el choque de dos cosmovisiones que al encontrarse se destruyen. De este origen, proviene la raza mexicana.